# Anthony Caro
Sir Anthony Alfred Caro (Londra, 8 marzo 1924 – Londra, 23 ottobre 2013) è stato uno scultore britannico.

## Biografia
Allievo di Henry Moore, se ne staccò per valorizzare ancor di più la dinamicità e l'azione delle sue sculture ed esaltarne il rapporto con lo spazio.
La più grande mostra delle opere di Caro, che lo rese universalmente noto, fu organizzata nel 2004.